# 流蘇狸藻
流蘇狸藻（學名：Utricularia fimbriata）為狸藻屬疑似多年生小型至中型食虫植物。其种加词“fimbriata”来源于拉丁文“fimbriatus”，意为“边缘，穗”，指其边缘具毛。流苏狸藻是哥倫比亞共和國與委內瑞拉的特有種。其陸生于潮濕砂质的稀樹草原中。海拔分布范围为0至300米。1818年，卡尔·西吉斯蒙德·孔茨最先描述了流苏狸藻。1913年，约翰·亨德利·伯恩哈特（John Hendley Barnhart）將流苏狸藻归入「阿爾納爾屬」（Aranella）。但之後阿爾納爾屬的分類層級被降为節並改置於狸藻屬之內。